# Sinkin' in the Bathtub
Sinkin' in the Bathtub fue el primer cortometraje animado de Warner Bros. y el primero de la serie Looney Tunes.
El corto fue producido y dirigido por Hugh Harman y Rudolf Ising, con la animación del joven Friz Freleng. Leon Schlesinger fue acreditado como un productor asociado, y Western Electric aparece como el equipo utilizado para hacer el corto.
Fue hecho en 1930, siendo el segundo cortometraje de Bosko, que Harman e Ising crearon para mostrar a Warner Brothers. Bosko se convirtió en su primer personaje estrella, superado más tarde por Porky Pig y el Pato Lucas.

## Trama

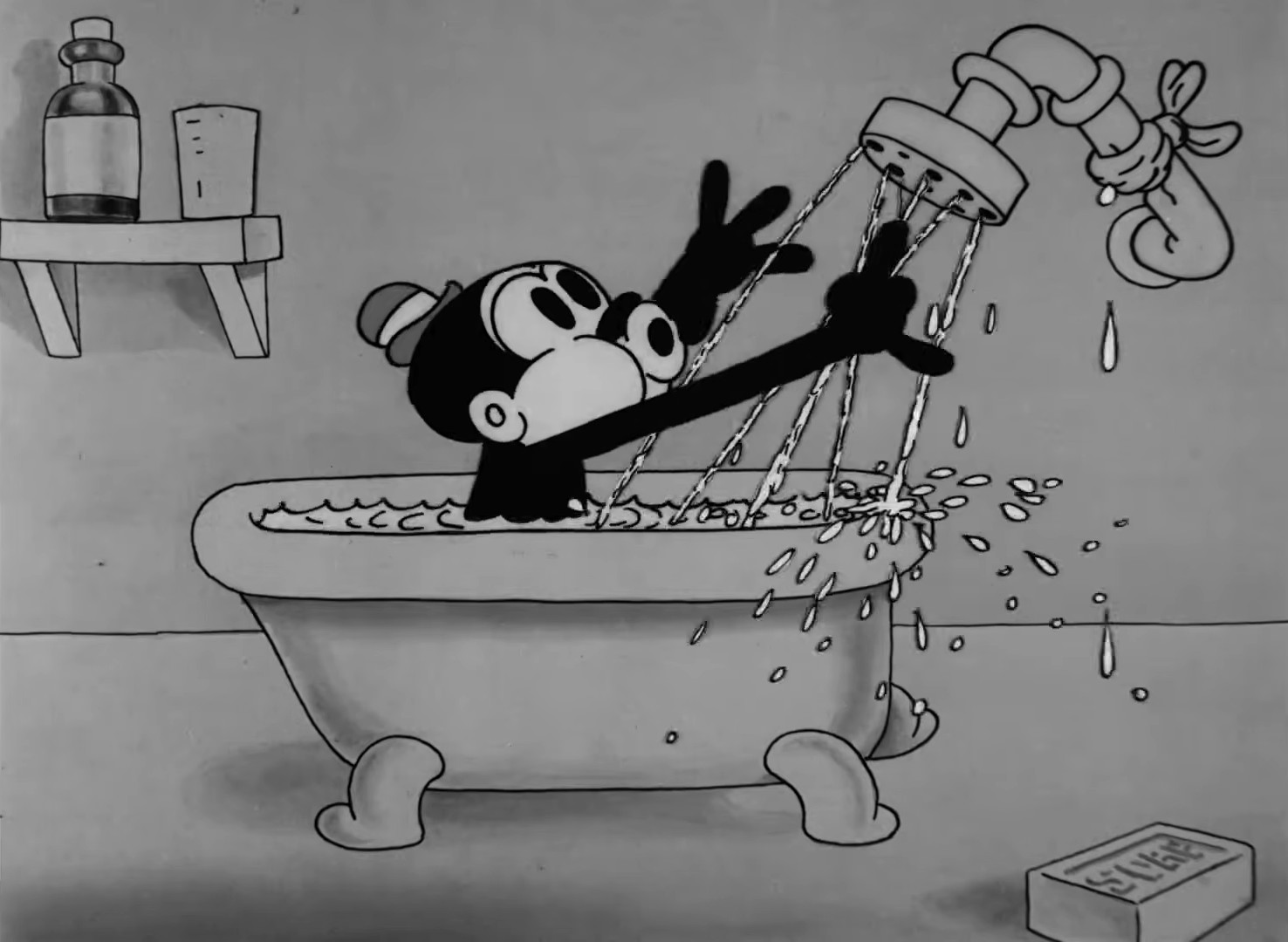
Fotograma del cortometraje

El corto comienza con Bosko tomando un baño y cantando la canción de los créditos. Una serie de escenas bastante gráficas le permiten tocar el chorro de agua como un arpa y realizar otro tipo de acciones.
Una vez que encuentra su auto, Bosko va a visitar a su novia Honey, quien se está duchando frente a una ventana abierta. Una cabra se come las flores que le había llevado, así que le canta una serenata para que salga. Un saxofón lleno de burbujas crea unos peldaños para que ella pueda bajar del balcón.
Su viaje por el campo termina con el auto cayendo a un lago. Bosko, sin importar lo ocurrido, continua con su cita utilizando el auto a modo de bote.